# Острови (Дзялдовський повіт)
Острови (пол. Ostrowy) — село в Польщі, у гміні Лідзбарк Дзялдовського повіту Вармінсько-Мазурського воєводства.
У 1975-1998 роках село належало до Цехановського воєводства.